# Sospita vigintiguttata
Sospita vigintipunctata је инсект из реда тврдокрилаца (Coleoptera) и породице бубамара (Coccinellidae).

## Опис
Глава, пронотум и покрилца су у истој боји, или оранжцрвеној или црној. На њима су крупне туфне, беле или жуте. Дужина овалног тела је 5–6mm. Живи на влажним стаништима, по дрвећу, најчешће на јови.

## Распрострањење
Присутна је у већем делу Европе, мада се нигде не налази у великом броју. У Србији је нађена свега двапут.